# 沼泽叶颚猛水蚤
沼泽叶颚猛水蚤（学名：Phyllognathopus paludosa）为叶颚猛水蚤科叶颚猛水蚤属的动物。分布于全欧洲、非洲中部、北美以及中国大陆的广东、广西、福建等地，多见于有水藓的泥潭、沼泽及湖泊的沿岸带以及江河中亦有分布。